# Sainte-Jeanne-de-Chantal
Sainte-Jeanne-de-Chantal är en romersk-katolsk kyrkobyggnad i Paris, helgad åt den heliga Jeanne de Chantal. Kyrkan är belägen vid Place de la Porte-de-Saint-Cloud i Quartier d'Auteuil i sextonde arrondissementet. Kyrkan ritades i romansk-bysantinsk stil av arkitekten Charles Nicod och konsekrerades år 1962. 

## Omgivningar
- Place du Général-Stefanik
- Parc des Princes

## Bilder
| - Klocktornet. - Detalj från interiören. - Jardin de l'Église-Sainte-Jeanne-de-Chantal. |

## Kommunikationer
- Tunnelbana – linje  – Porte de Saint-Cloud
- Busshållplats Porte de Saint-Cloud – Paris bussnät, linjerna 42 72

### Webbkällor
- ”Paris, église Sainte-Jeanne-de-Chantal (16e arr.)” (på franska). Patrimoine Histoire. Arkiverad från originalet den 19 augusti 2022. https://archive.ph/oQW4M. Läst 19 augusti 2022.